# Arab League Educational, Cultural and Scientific Organization
Arab League Educational, Cultural and Scientific Organization, zkratka ALECSO (česky Vzdělávací, kulturní a vědecká organizace Ligy arabských států) je organizace Ligy arabských států, která se zabývá veškerými aspekty spojenými s vzdělávacími, kulturních a vědeckými aktivit v Arabském světě. Spolupracuje s organizacemi jako je například UNESCO a Světová banka. Organizace byla založena v roce 1970 a sídlí v Tunisu.

## Organizační struktura
Organizační strukturu tvoří Arabský výzkumný a vzdělávací institut, Mezinárodní institut arabského jazyka, Institut arabských rukopisů, Centrum pro arabizaci, překlad, autorství a publikace, Kancelář pro koordinaci arabizace.

### Arabský výzkumný a vzdělávací institut (Výzkumný ústav arabských studií)
Mezi hlavní cíle Výzkumného ústavu arabských studií patří formování generace akademiků v oboru arabských studií v oblastech sociálních věd (geografie, politika, ekonomika, právo, média, vzdělávání aj.), vědecký výzkum v oblasti klíčových a souvisejících otázek institutu, publikace vědeckých zpráv, organizace vzdělávacích kurzů, tvorba výzkumných projektů a podpora spolupráce s jinými kulturami.

### Mezinárodní institut arabského jazyka
Mezinárodní institut arabského jazyka byl založen v říjnu 1974. Cílem institutu je příprava specialistů a věda a výzkum v oblasti výuky arabštiny.

## ARAIEQ
Arabská regionální agenda pro zlepšování kvality vzdělávání (Arab Regional Agenda for Improving Education Quality)
V rámci plnění plánu pro rozvoj školství v arabských zemích vytvořilo ALECSO organizaci ARAIEQ, která si bere za cíl sjednotit již existující instituce a iniciativy usilující o zlepšení kvality vzdělávání v arabských zemích. Výsledkem činnosti je balík regionálních programů, který využívá potenciál již existujících institucí.
ARAIEQ působí od ledna 2012, kdy bylo vytvořeno pět pilířů pro zlepšení kvality vzdělávání. Jedná se o:
- Arabský program pro evaluaci vzdělávání a analýzu vzdělávací politiky (APEEPA, The Arab Program for Education Evaluation and Policy Analysis) zastoupený regionálním kancelářem UNESCO v Bejrútu v Libanonu
- Arabský program učitelské politiky a profesního rozvoje učitelů (APTP, The Arab Program on Teacher Policies and Teacher Professional Development) zastoupený Akademií učitelů jrálovny Ranii (QRTA, Queen Rania Teachers Academy) v Ammánu v Jordánsku
- Arabský program inovace kurikula, kvalifikace a informačních a komunikačních technologií ve vzdělávání (APIQIT, The Arab Program of Curriculum Innovation, Qualifications, and ICTs in Education) zastoupený Národním centrem pro vzdělávací technologie (CNTE, National Center for Education Technologies) v Tunisu
- Arabský program pro rozvoj předškolního věku (APECD, The Arab Program for Early Childhood Development), zastoupení nevládní regionální organizací v Bejrútu "Kolektivem arabských zdrojů (ARC, Arab Resource Collective)"
- Arabský program pro podporu podnikání, zaměstnanosti a inovace (APEEI,The Arab Program on Entrepreneurship for Employment and Innovation) zastoupený regionální nevládní organizací Injaz El Arab se sídlem v Ammánu[6]

## PERSGA
Regionální organizace pro ochranu životního prostředí Rudého moře a Adenského zálivu, (PERSGA, Regional Organization for Conservation of Environment of the Red Sea and Gulf of Aden případně Programme for the Environment of the Red Sea and Gulf of Aden)
ALECSO se zapojilo také do programu na ochranu životního prostředí Rudého moře a Adenského zálivu. Program započal schůzí v německém Bremerhavenu v roce 1974 s pomocí organizace UNESCO. Zde byly identifikovány klíčové regionální problémy a návrhy jejich řešení, což vedlo k vybudování příslušného sekretariátu v Káhiře. Sekretariát se následně v roce 1980 přesunul do Džiddy. Přímé zapojení ALECSA pokračovala až do vyhlášení Regionální organizace pro ochranu životního prostředí Rudého moře a Adenského zálivu (PERSGA) v září 1995 a jejich aktivní podpora pokračuje k tomuto dni.

## Členské země
Součástí Vzdělávací, kulturní a vědecké organizace Ligy arabských států je všech 22 členských států Ligy arabských států. Jmenovitě se jedná o následující státy:
- Egypt
- Irák
- Jordánsko
- Libanon
- Saúdská Arábie
- Sýrie
- Jemen
- Libye
- Súdán
- Maroko
- Tunisko
- Kuvajt
- Alžírsko
- Bahrajn
- Katar
- Omán
- Spojené arabské emiráty
- Mauritánie
- Somálsko
- Stát Palestina
- Džibutsko
- Komory